# Municipio de Elsinboro
El municipio de Elsinboro (en inglés: Elsinboro Township) es un municipio ubicado en el condado de Salem  en el estado estadounidense de Nueva Jersey. En el año 2010 tenía una población de 1,036 habitantes y una densidad poblacional de 30 personas por km².

## Geografía
El municipio de Elsinboro se encuentra ubicado en las coordenadas 39°32′17″N 75°29′42″O / 39.53806, -75.49500.

## Demografía
Según la Oficina del Censo en 2000 los ingresos medios por hogar en el municipio eran de $50,972 y los ingresos medios por familia eran $59,688. Los hombres tenían unos ingresos medios de $42,232 frente a los $30,357 para las mujeres. La renta per cápita para la localidad era de $25,415. Alrededor del 1.7% de la población estaba por debajo del umbral de pobreza.